# Гасдрубал Боетарх
Гасдрубал Боетарх (фінік. 𐤏𐤆𐤓‬‬𐤁‬𐤏𐤋; д/н —після 146 до н. е.) — політичний і військовий діяч Карфагену під час Третьої Пунічної війни.

## Життєпис
Походження достеменно невідоме. Належав до так званої «демократичної партії». 152 року до н. е. очолив карфагенське військо у війні проти нумідійського царя Масинісси I, але після початкового успіху потрапив у засідку, зазнавши нищівної поразки. Це погіршило становище Карфагену, вказавши на його військову слабкість. Засуджений до страти, тому втік з держави.
Близько 149 року до н. е. після страти очільників демократів Карталона і Гамількара та початку війни з Римом отримав помилування, повернувшись до Карфагену.  Спочатку діяв доволі енергійно, зміцнивши Карфаген. Але він мусив поділити військове командування. Завдав низки поразок консулу Манію Манілію. 148 року призначено очільником залоги столиці.
Водночас Гасдрубал не припиняв боротьбу за одноосібну владу. Наслідком цього стала втеча Гімількона Фамеї та страта декількох політичних супротивників Гасдрубала, яких той звинувати у зраді, насамперед Гасдрубала, онука Масинісси. 147 року до н. е. став фактичним тираном.
Успіхи карфагенян припинилися після того, як римські війська очолив Публій Корнелій Сципіон Еміліан.
Втім зрештою 146 року до н. е. після запеклого спротиву Карфаген було захоплено. Гасдрубал, який отаборився в храмі Ешмуна, зрештою відмовився здійснити самогубство, здавшись римлянам. Згідно Полібію, дружина і два сини Гасдрубала кинулися в палаючий храм. Був відправлений до Риму, де пройшов в тріумфі Сципіона. Після цього мешкав в якості почесного бранця на одній з вілл Італії.